# エチオピア帝国

エチオピア帝国
ንጉሠ ነገሥት መንግሥት (アムハラ語)

国の標語: ኢትዮጵያ ታበፅዕ እደዊሃ ሃበ እግዚአብሐር（アムハラ語）
エチオピア、神の贈り物として愛される国歌: ኢትዮጵያ ሆይ ደስ ይበልሽ（アムハラ語）
エチオピアよ、幸福であれ

エチオピア帝国の領土（1952年）

エチオピア帝国（エチオピアていこく、アムハラ語: ንጉሠ ነገሥት መንግሥት, ラテン文字転写: nəgusä nägäst mänəgəsətə）は、1270年から1974年まで存続したアフリカ東部の国家である。現在のエチオピアおよびエリトリアにほぼ一致する領域を支配し、最大版図は現在のソマリア、ジブチ、ケニア、スーダン、南スーダン、エジプト、アラビア半島の一部まで及んだ。欧米のアフリカ分割の最中にあって独立を保ったアフリカ最古の独立国である。
実際は複数の王朝が交代し、また皇帝の存在しなかった時代もあるため、エチオピアの歴代王朝の総称ないし国家の系譜と考えることもできる。また、前身のザグウェ朝もエチオピア帝国の歴史の一部として捉える説もあり、その場合に推定される国家成立年は1137年である。1974年に、軍事クーデターによって皇帝ハイレ・セラシエ1世は帝位を追われ、翌1975年に帝政廃止。700年にわたる長いエチオピア帝国の歴史は終焉した。

## 歴史

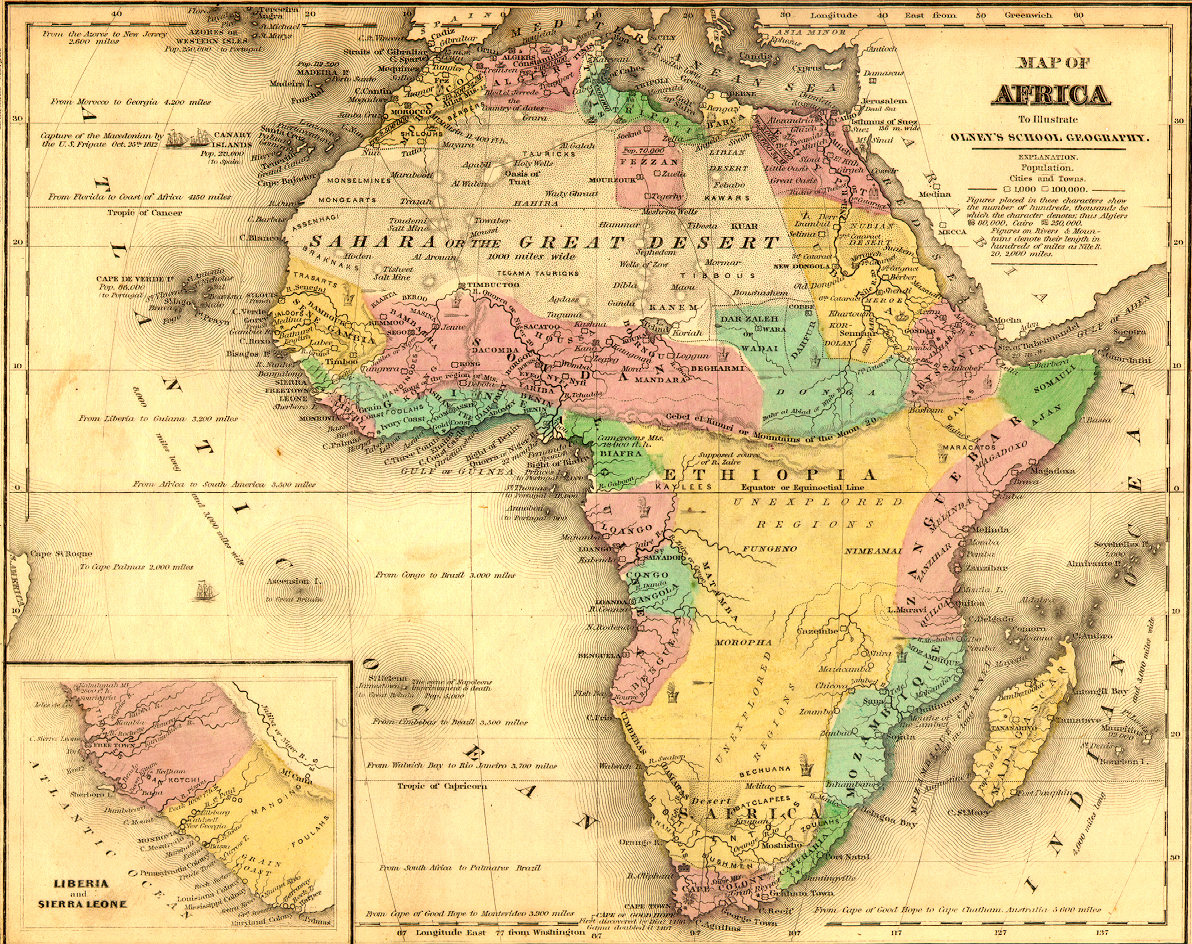
ベルリン会議 (アフリカ分割)以前のアフリカの地図。1843年。国名の表記はアビシニア。

紀元前5世紀から10世紀にかけて、この地域ではソロモン王とシバの女王の後継を称するアクスム王国が繁栄していた。アクスム王国は10世紀頃にザグウェ朝に取って代わられたが、そのザグウェ朝も王位継承争いによって衰え、アクスム王の血筋を受け継ぐと称するイクノ・アムラクによって1270年に滅ぼされた。イクノ・アムラクはエチオピア帝国初代皇帝に即位し、彼の建てた王朝はソロモン朝と呼ばれた。
アムラクの死後、彼の子孫たちの間で後継者争いが発生したが、孫のアムダ・セヨン1世が帝位に就くことで政治的混乱は収束した。セヨン1世は当時イスラム勢力の影響下にあった南部の高原地帯に覇権を拡大していった。1445年には、紅海との通商ルートをめぐる戦争でザラ・ヤコブ率いるエチオピアは宿敵のアダル・イスラム同盟諸国に勝利した。
1493年、インド洋進出に成功したポルトガルからエチオピアに使者が派遣され、1509年にはエチオピアからもポルトガルへ使節団を派遣するなど、ヨーロッパ諸国との交流も始まった。しかし、16世紀半ばからエチオピア南部に住むオロモ人が移動を始め、社会不安定化の要因の一つとなった。
1526年、アダルの軍人アーマッド・グランがエチオピアに対して「聖戦」を布告し、オスマン帝国の援助のもと、一時はエチオピアの領土の大部分を占領した。当時のエチオピア皇帝ガローデオスはポルトガルの支援を受け、1543年にタナ湖付近でアダル・トルコ連合軍を打ち破り、アーマッド・グランを戦死させて勝利を得た。戦勝後、ポルトガルはエチオピアへの影響力拡大を企み、カトリック伝道団を派遣してエチオピア国民をカトリックに改宗させようとした。王族をはじめ多数の改宗者が出たが、その結果として宗派対立による内戦が勃発した。1596年、後継者争いに起因する王族・貴族の対立が深刻化し、後に先帝の甥でカトリック教徒のスセニョス1世が帝位に就いたが、宗派対立は激しさを増した。そのため、スセニョスは国内の混乱に終止符を打つために短期間で退位した。
スセニョス退位後、息子のファシラダスが即位。彼は熱心なエチオピア正教徒であり、カトリック勢力を追放し、内戦を終結させた。またイスラム諸国とも和平を行い、社会の安定化に尽力した。この時代に首都をゴンダールに移したため、これ以後の約100年間を「ゴンダール時代」と呼ぶ。ファシラダスとその息子ヨハンネス1世、さらに孫のイヤス1世の時代は、外交・内政ともに円熟期を迎え、整備された行政制度の下で繁栄を享受した。
しかし、ソロモン朝の勢力は16世紀以降衰え、諸侯が抗争する群雄割拠の時代となる。イヤス1世の死後は皇帝が数年で暗殺されるなど、十数年間に及ぶ王族・貴族・軍による激しい権力闘争が続いた。ベカファの治世で一時的に国は安定したが、彼の死後に再び乱れ、地方諸州のラス（諸侯）が覇権を争う戦乱の時代に突入する。ベカファの孫のイヨアス1世の治世では、ティグレのラスであるミカエル・セフルが有力な権力者として振舞うなど、混乱が続いた。1769年、遂にセフルはイヨアス1世とその後継者であるヨハンネス2世を殺害し、自身の選んだ傀儡の皇帝を操って影の実力者として君臨した。このような約100年に及ぶ混乱期は「ラス達の時代」と呼ばれ、国家としての統一は無きに等しいものとなった。
戦国時代さながらのエチオピアを再統一したのがテオドロス2世であり、ソロモン朝中興の主とされる。メネリク2世の治世における19世紀末、2度に渡ってイタリアの侵略を受けたが、1896年のアドワの戦いによってこれを退けた（第一次エチオピア戦争）。これにより、植民地化の波に覆われていたアフリカ諸国にあって、数少ない独立国として主権を保持した。しかし、その後勃発した第二次エチオピア戦争に敗れ、1936年から1941年まではイタリア王国との同君連合である東アフリカ帝国となった。ただし、この東アフリカ帝国は実質上はイタリアの植民地（イタリア領東アフリカ）であった。1941年に再独立を実現する。1942年には連合国として第二次世界大戦に参戦。戦後の1952年にエリトリアと連邦を組んだが、1962年にはこれを併合した。
1973年、情勢不安と天災、更にはオイルショックによる物価高騰が引き金となり、アディスアベバのデモ騒乱から陸軍の反乱が起こり、最後の皇帝であるハイレ・セラシエ1世は1974年9月、軍部によって逮捕・廃位させられた（1974年エチオピアクーデター）。翌1975年、軍部はアマン・アンドム中将を議長とする臨時軍事行政評議会 (PMAC: Provisional Military Administrative Council) を設置、12月に社会主義国家建設を宣言した。これを以って帝政は廃止され、1977年2月にメンギスツ・ハイレ・マリアムがPMAC議長に就任。1987年の国民投票でPMACを廃止した後、メンギスツは大統領に就任し、エチオピア人民民主共和国を樹立した。
現在外国に亡命中であるソロモン朝の皇族が、エチオピア帝国の正統性を主張し、エチオピア帝国の復活と王政復古を望みエチオピア帝冠評議会と称する亡命政府を設立している。

## 歴代皇帝

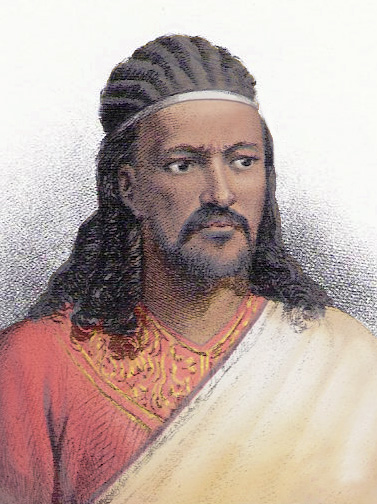
テオドロス2世

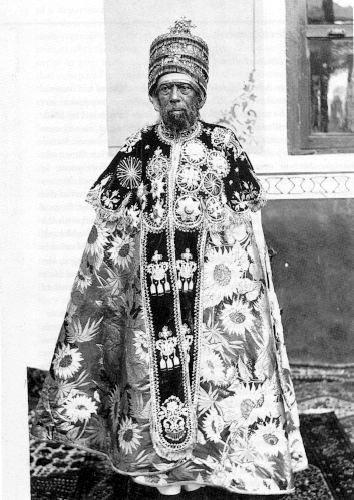
メネリク2世

ユダの獅子をあしらったエチオピア帝国の皇室旗

エチオピアの皇帝は、アムハラ語で「諸王の王」を意味する「ネグサ・ナガスト」と呼ばれる。君主の権威が広範囲に及ばなかったり、自身の出身地内しか統治できていない場合は単に「ネグス」、もしくは「ラス」（諸侯）と呼ばれた。そのため、歴史上皇帝の存在しなかった時代は複数存在し、各王朝間の連続性も希薄である。
注：以下、（）内は在位期間。

### ソロモン朝
- イクノ・アムラク（1270年 - 1285年）
- ソロモン1世（1285年 - 1294年）
- アムダ・セヨン1世（1314年 - 1344年）
- ダウィト1世（1382年 - 1411年）
- テオドロス1世（1413年 - 1414年）
- イシャク1世（1414年 - 1429年）
- アンドレイヤス（1429年 - 1430年）
- テクレ・マリアム（1430年 - 1433年）
- サラウェ・イヤス（1433年）
- アムダ・イヤス（1433年 - 1434年）
- ザラ・ヤコブ（1434年 - 1468年）
- バエダ・マリアム1世（1468年 - 1478年）
- エスケンデル（1478年 - 1494年）
- アムダ・セヨン2世（1494年）
- ナオド（1494年 - 1508年）
- ダウィト2世（1508年 - 1540年）
- ガローデオス（1540年 - 1559年）
- メナス（1559年 - 1563年）
- サルツァ・デンゲル（1563年 - 1597年）
- ザ・デンゲル（1603年 - 1604年）
- ヤコブ（1604年 - 1606年）
- スセニョス1世（1606年 - 1632年）
- ファシラダス（1632年 - 1667年）
- ヨハンネス1世（1667年 - 1682年）
- イヤス1世（1682年 - 1706年）
- テクレ・ハイマノット1世（1706年 - 1708年）
- テオフロス（1708年 - 1711年）
- ヨストス（1711年 - 1716年）
- ダウィト3世（1716年 - 1721年）
- ベカファ（1721年 - 1730年）
- イヤス2世（1730年 - 1755年）
- イヨアス1世（1755年 - 1769年）
- ヨハンネス2世（1769年）
- テクレ・ハイマノット2世（1769年 - 1770年、1770年 - 1777年）
- スセニョス2世（1770年）
- ソロモン2世（1777年 - 1779年）
- ギヨルギス1世（1779年 - 1784年、1788年 - 1789年、1794年 - 1795年、1795年 - 1796年、1798年 - 1799年、1800年）
- イヤス3世（1784年 - 1788年）
- ヘセギアス（1789年 - 1794年）
- バエダ・マリアム2世（1795年）
- ソロモン3世（1796年 - 1797年、1799年）
- ヨナス（1797年 - 1798年）
- デメトロス（1799年 - 1800年、1800年 - 1801年）
- エグワレ・セヨン（1801年 - 1818年）
- イヨアス2世（1818年 - 1821年）
- バエダ・マリアム3世（1826年）
- ギガー（1826年 - 1830年）
- イヤス4世（1830年 - 1832年）
- ゲブレ・クレストス（1832年）
- サハレ・デンゲル（1832年 - 1840年、1841年 - 1845年、1845年 - 1850年、1851年 - 1855年）
- ヨハンネス3世（1840年 - 1841年、1845年、1850年 - 1851年）

### テオドロス朝
- テオドロス2世（1855年 - 1868年）

### ザグウェ朝（近代）
ザグウェ朝の末裔であるギヨルギス2世が皇帝位にあった期間もまたザグウェ朝と呼ばれる。
- ギヨルギス2世（1868年 - 1871年）

### ティグレ朝
- ヨハンネス4世（旧名ラス・カッサ、1871年 - 1889年）

### ソロモン朝（近代）
- メネリク2世（1889年 - 1913年）：旧ショア王
- イヤス5世（1913年 - 1916年）：戴冠せず
- ザウディトゥ（1916年 - 1930年）
- ハイレ・セラシエ1世（1930年 - 1936年）
1936年、イタリア王国のエチオピア併合によりイギリスに亡命。ただし、ハイレ・セラシエ1世は、「国を失って退位した」のではなく「在位のまま亡命していた」としている。

### サヴォイア朝（東アフリカ帝国〈イタリア領東アフリカ〉）
- ヴィットーリオ・エマヌエーレ3世（1936年 - 1941年）
イタリア国王による兼摂（同君連合）。

### ソロモン朝（近代）の復活
- ハイレ・セラシエ1世（1941年 - 1974年9月12日）
1941年、イギリス軍によるエチオピア解放をうけて帰国。1974年、軍部のクーデタにより廃位され、エチオピア帝国は終焉を迎えた。1975年8月27日に暗殺される。
- アスファ・ウォッセン （1974年9月12日 - 1975年3月12日）ハイレ・セラシエ1世の皇太子。デルグ政権（アマン・アンドム政権）によって（皇帝ではなく）「国王」に指名されたものの実効性はなく、かつ、アスファ・ウォッセン太子自身も父帝ハイレ・セラシエ1世の廃位と自らの国王即位を認めなかった。クーデター時には国外にいたが、そのままイギリスに亡命し、さらにアメリカに移住した。1989年には改めてエチオピア皇帝への登位とアムハ・セラシエ1世の名乗りを上げ、翌年には夫人も「皇后」の称号を名乗った。1997年、バージニア州にて崩御。